# Daniel Guyonnet
Pour les articles homonymes, voir Guyonnet.
Daniel Guyonnet, né le 30 juillet 1960 et mort le 24 avril 2024  est un dessinateur, animateur et réalisateur français.

## Biographie
Ancien élève de l'École Duperré et de Georges Pichard, au tout début des années 1980, avec ses amis rencontrés à l'école des beaux-arts de Versailles, Daniel Guyonnet participe au groupe Banlieue-Banlieue qui deviendra, avec d'autres, l'un des premiers collectifs d'artistes actif de l'art urbain en France.
Au milieu des années 1980, il se lance dans la réalisation d'animation et reçoit en 1989, le César du meilleur court-métrage d'animation. 
À partir de 2001, son travail est reconnu aux États-Unis, et est diffusé par exemple dans l'émission Drew Carey's Green Screen Show (en), produite par Drew Carey.
En 2003, il est l'un des cofondateurs de Rouge Gorge, revue apériodique sur le dessin contemporain. Il participe régulièrement aux expositions liées à cette revue.
Il collabore aussi à Couverture, fondée en 2005 par Jean-Jacques Tachdjian.
En avril 2019, il est membre du jury des Video Awards organisés par l'IESA (Paris).

## Filmographie
Réalisation, animation, scénario, montage et musique (sauf indication contraire) :
- 1987 : Transfiguration ; musique de Michel Fano — 1er prix du Festival du film d'animation pour la Jeunesse de Bourg-en-Bresse  (1989).
- 1988 : Zoo, musique de Michel Fano, série « Escapade au pays des autres », ICTV, 6 min.
- 1988 : L'Escalier chimérique ; musique de Michel Fano — César du meilleur court-métrage d'animation (1989).
- 1994 : Intermezzo, musique de Michel Fano ; série animée en 26 épisodes diffusée sur Canal+ (1997)[7]
- 1999 : Nous sommes immortels.
- 2003 : Phœnix — présenté à la triennale d'art contemporain La Force de l'art, au Grand-Palais à Paris en 2006.
- 2005 : Bogues — présenté au Festival Tous Courts d'Aix-en-Provence en 2005[8].

## Expositions
- 2003 : Avant travaux[9], collectif, ENSA Versailles.
- 2005 : « Rouge Gorge » à la Maison folie de Wazemmes, Lille
- 2006 :   La Force de l'art, au Grand Palais à Paris[10]
- 2007 : « Rouge Gorge » à la Galerie Béatrice Binoche à Saint-Denis de la Réunion
- 2008 : « Trait d’esprit » et « Trait multiple[11] », au Forum de Blanc-Mesnil
- 2008 : « Parallel Worlds / Mondes parallèles »[12], invité par Hugues Reip, au musée d'Art contemporain de Tokyo
- 2011 : Galerie Satellite à Paris.
- 2017 : Performance Banlieue-Banlieue no 232 - Association Le M/U/R, Paris[13].
- 2023 : La Bal du Rond-Point[14], Galerie Bernard Jordan / Rond-Point des Champs-Élysées

## Livres d'artiste
- Ping-pong, avec José Maria Gonzalez, Boulogne, 2004.
- Projet Mata Hari, Paris, Éd. Solo ma non troppo, 2011.
- Tirage de têtes[15], coll. « Chipiron », Paris, Éd. Solo ma non troppo, 2018.
- Les rescapés, mais 2023.

### Sources
- [vidéo] Daniel Guyonnet, Nicolas Dufour, François Bruel [et al.], Escapades aux pays des autres : petit festival de l'animation fantastique, volume 1, Paris, Quartier Latin Media, 2006.
- Olivier Cotte, 100 ans de cinéma d'animation, préf. de Marc Caro, Paris, Dunod, 2015, p. 194.